# Bosconero (pohoří)
Pohoří Bosconero (italsky Gruppo del Bosconero, německy Bosconerogruppe) je horská skupina nacházející se v severní Itálii v provincii Belluno. Je jednou ze součástí rozsáhlé alpské skupiny Dolomit.

## Poloha
Bosconero leží jihovýchodně od města Cortina d’Ampezzo na východní straně Dolomit. Na severu sousedí s dolomitskou skupinou Ampezzo, na západě se skupinou Pelmo a na jihu se skupinou Schiara. Na východě je odděleno údolím řeky Piava od Jižních Karnských Alp. Na jihozápadě a západě leží údolí Val di Zoldo s hlavní obcí Forno di Zoldo. Jedná se o jednu z méně známých a méně navštěvovaných dolomitských skupin. Pohořím prochází v severo-jižním směru vysokohorská stezka Dolomiten-Höhenweg 3.
Nejsnazší přístup do této skupiny je ze silničního průsmyku Passo Cibiana (1530 m n. m.), ležícího mezi obcemi Pieve di Cadore a Forno di Zoldo. Na centrální strmou a rozeklanou část skupiny Bosconero je pěkný výhled z vrcholu Monte Rite, na který se lze dostat z Passo Cibiana místní kyvadlovou autobusovou dopravou.

## Vrcholy
Nejvyšším vrcholem pohoří Bosconero je Sasso di Bosconero (2468 m n. m.).
Další vrcholy:
- Sassolungo di Cibiana, 2413 m n. m.
- Torre Campestrin, 2241 m n. m.
- Sfornioi di Mezzo, 2425 m n. m.
- Sasso di Toanella, 2430 m n. m.
- Rocchetta Alta di Bosconero, 2412 m n. m.

## Útočiště
Ve skupině se nachází pouze jedna horská chata - Rifugio Casera di Bosconero (1457 m n. m.), umístěná západně od hlavního hřebenu, nejsnáze dostupná z Forno di Zoldo (cca 1 3/4 h, převýšení 680 m). Dále jsou zde dva bivaky - Bivacco Casera Campestrin (1649 m n. m., 12 míst) východně od hřebene a Bivacco Tovanella (1688 m n. m., 8 míst) v jižní části skupiny.

## Galerie

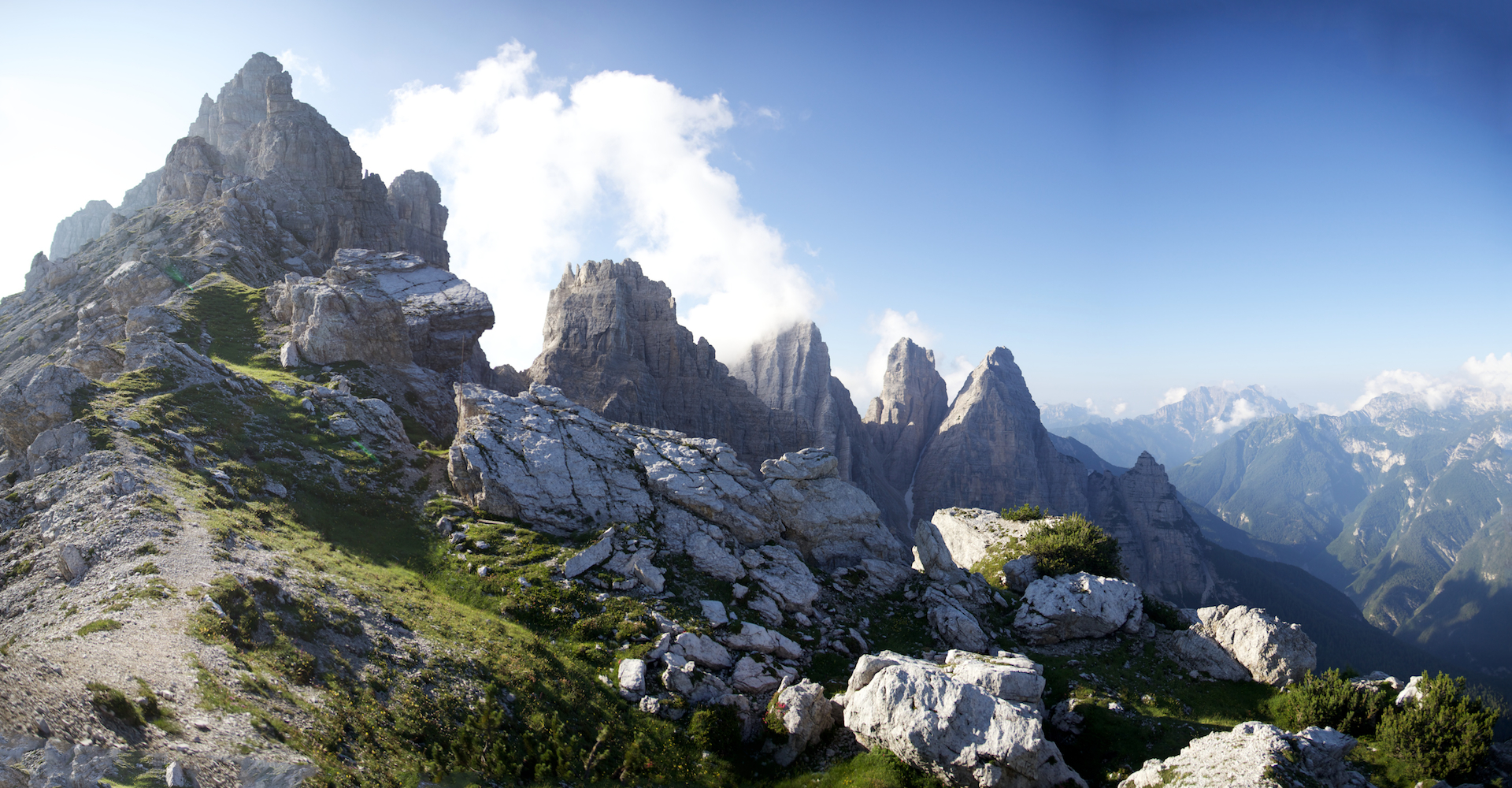
Bosconero
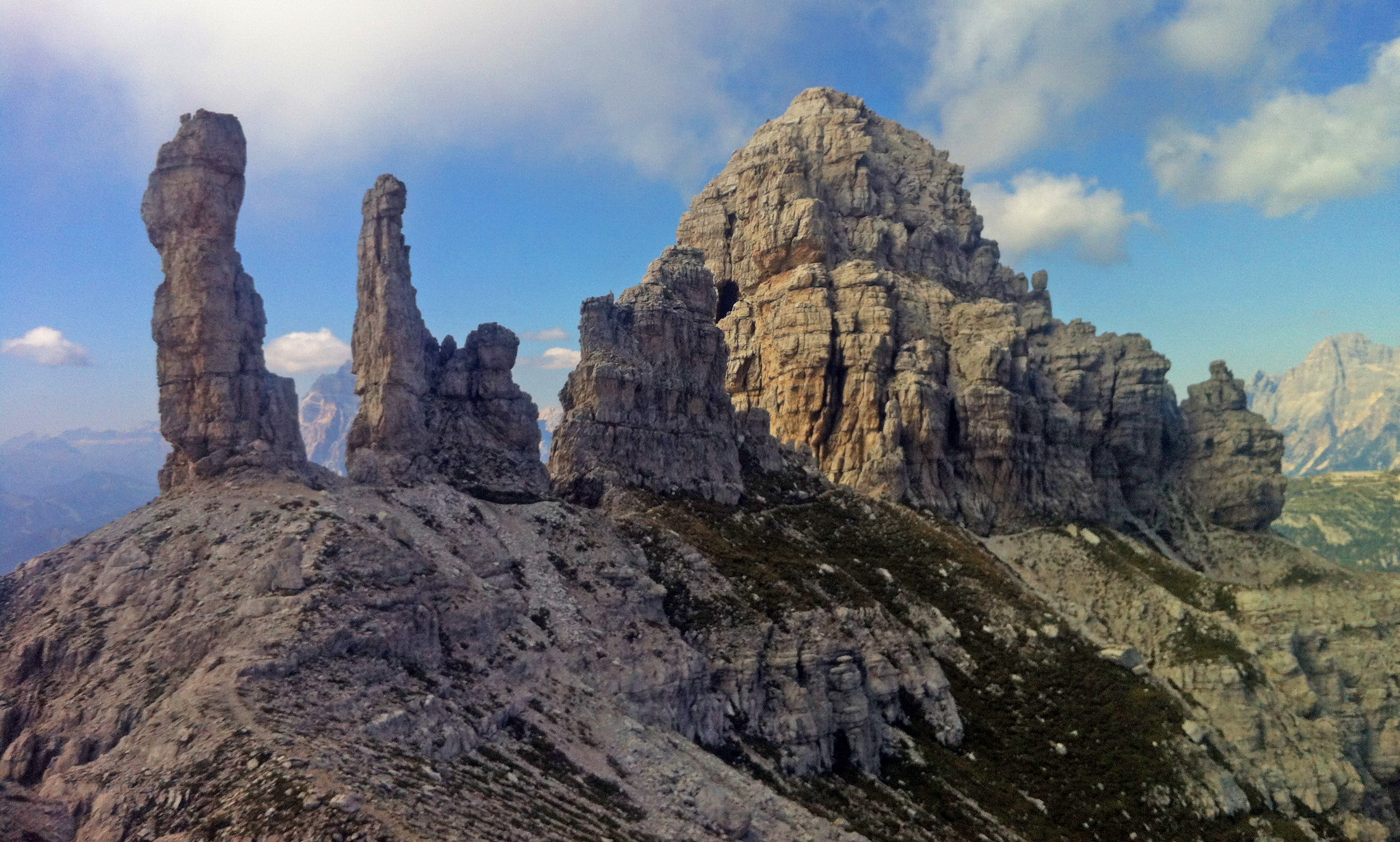
Sfornioi di Mezzo e due Gendarmi
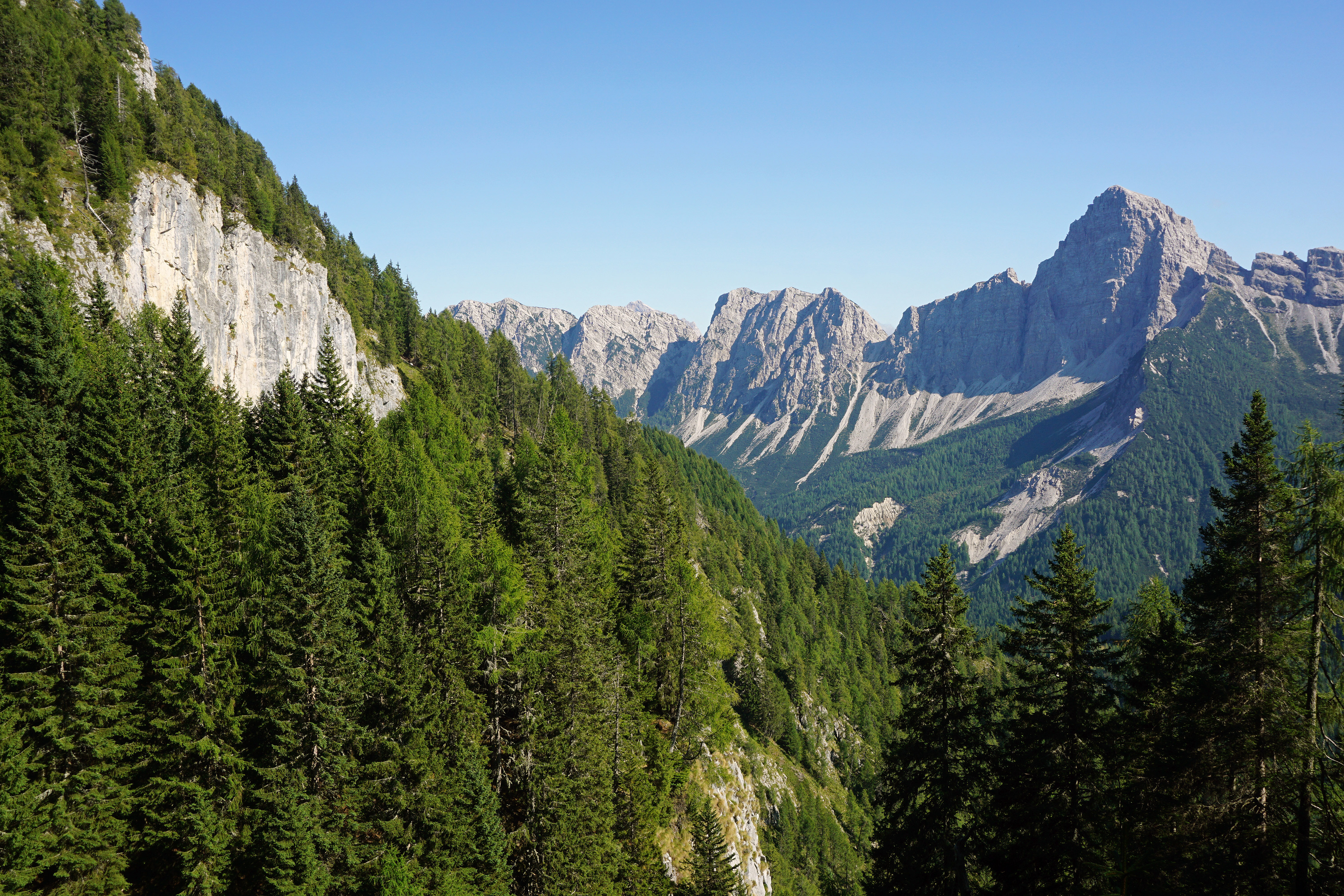
Passo Cibiana
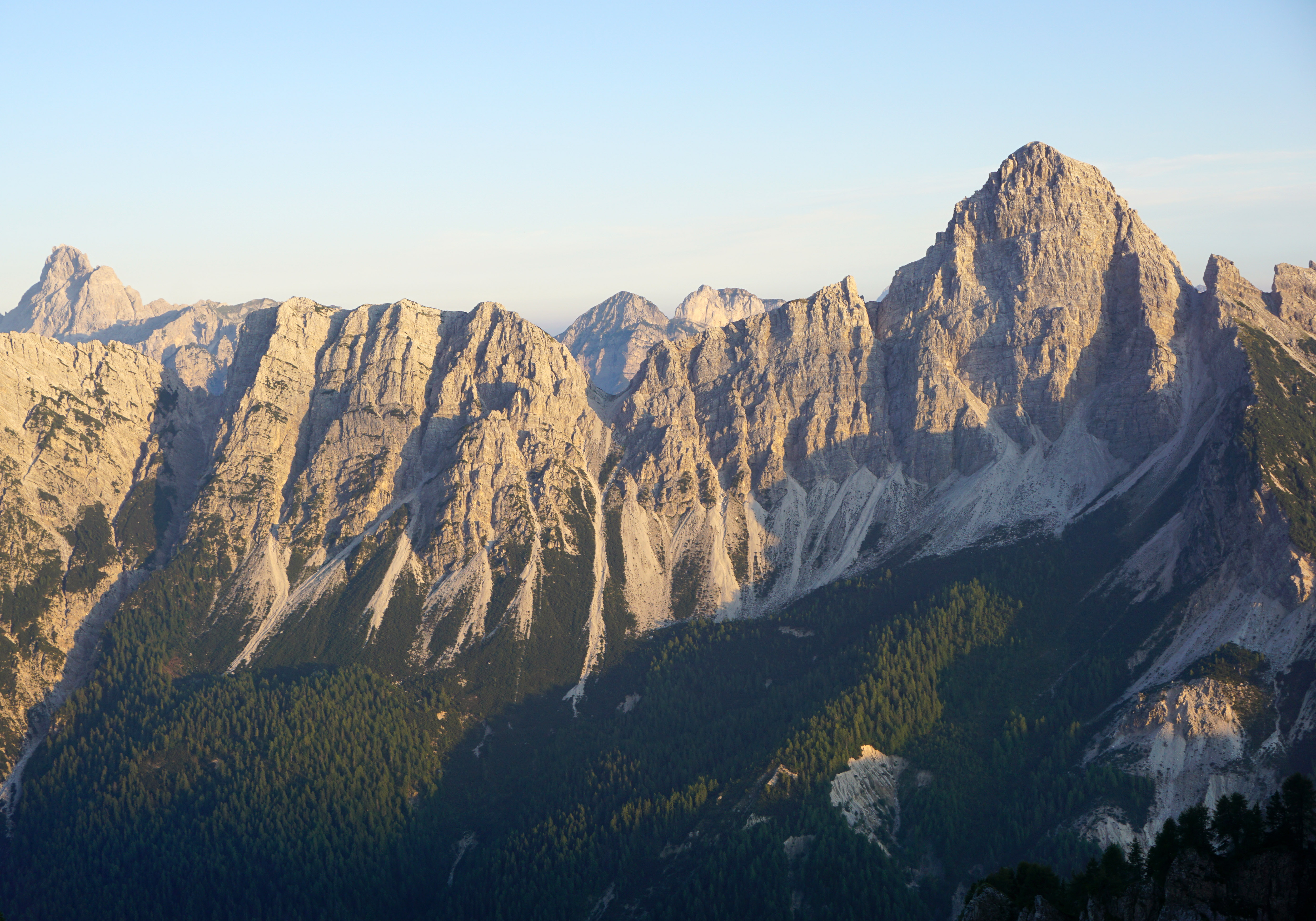
Sassolungo di Cibiana